# Elecciones generales de Honduras de 1993
Las elecciones generales de Honduras de 1993, se realizaron el domingo 28 de noviembre de 1993. En ellas se renovaron los titulares de los cargos de elección popular de la República de Honduras, estos son:
- Presidente de Honduras: Jefe de Estado de Honduras que ejercerá las funciones de dirección del Poder Ejecutivo de Honduras por mandato del pueblo. Sustituirá a Rafael Leonardo Callejas del Partido Nacional.
- 128 diputados al Congreso de Honduras.
- 20 diputados al Parlamento Centroamericano.
- 292 alcaldes y 292 vicealcaldes.

De acuerdo con datos del Registro Nacional de las Personas (RNP), existían 2 734 000 hondureños inscritos en el padrón de votantes.

## Nuevo partido político
Según Decreto Número 189-93 emitido por el Congreso Nacional de Honduras, se declaraba como Partido político al movimiento Unión Democrática o (UD) y legalmente inscrito para  participar en las presentes elecciones por el  Tribunal Nacional de Elecciones. La UD es una unión de cuatro pequeños partidos políticos hondureños: El Partido Renovación Patriótica (PRP), el Partido Revolucionario Hondureño (PRH), el Partido para la Transformación de Honduras (PTH) y el Partido de la Liberación Morazanista (PLM).

### Primera mujer designada presidencial
Con el triunfo del doctor Carlos Roberto Reina, también se elevaba a ganancia para las féminas hondureñas, ya que la licenciada Guadalupe Jerezano Mejía se proclamaba como la primera mujer designada presidencial o vicepresidenta.       

## Resultados
Las encuestas realizadas en el territorio nacional hondureño, marcaban una tendencia a que el candidato oficial del partido de gobierno abogado  José Oswaldo Ramos Soto sería el virtual ganador en las elecciones, cosa contraria sucedería en el escrutinio realizado por la noche y día siguiente que daban una ventaja al candidato del partido liberal doctor Carlos Roberto Reina, la nueva era democrática hondureña, marcaba una clara tendencia y popularismo del pueblo hacia el “liberalismo” que con esta ya contaba tres triunfos a uno del conservadurismo.

### Presidente y Congreso Nacional
| Partido                   | Partido                            | Candidatos                | Votos     | %      | Escaños | +/-    |
| ------------------------- | ---------------------------------- | ------------------------- | --------- | ------ | ------- | ------ |
|                           | Partido Liberal de Honduras (PLH)  | Carlos Roberto Reina      | 906.793   | 53,01  | 71      | +15    |
|                           | Partido Nacional de Honduras (PNH) | Oswaldo Ramos Soto        | 735.123   | 42,97  | 55      | -16    |
|                           | Partido Innovación y Unidad (PINU) | Olban Valladares Ordóñez  | 48.471    | 2,83   | 2       | +2     |
|                           | Partido Demócrata Cristiano (PDC)  | Marco Orlando Iriarte     | 20.350    | 1,19   | 0       | -1     |
|                           |                                    |                           |           |        |         |        |
| Votos válidos             | Votos válidos                      | Votos válidos             | 1.710.737 | 96,32  |         |        |
| Votos nulos               | Votos nulos                        | Votos nulos               | 43.572    | 2,45   |         |        |
| Votos en blanco           | Votos en blanco                    | Votos en blanco           | 21.895    | 1,23   |         |        |
| Total                     | Total                              | Total                     | 1.776.204 | 100,00 | 128     | -      |
| Registrados/Participación | Registrados/Participación          | Registrados/Participación | 2.734.116 | 76,03  | -11,23  | -11,23 |

### Resultados por Departamento
| Departamento      | Liberal | PDC    | PINU   | Nacional |
| ----------------- | ------- | ------ | ------ | -------- |
| Departamento      |         |        |        |          |
| Atlántida         | 46.782  | 638    | 2.243  | 32.283   |
| Colón             | 27.844  | 490    | 693    | 18.208   |
| Comayagua         | 51.662  | 1.064  | 1.842  | 40.789   |
| Copán             | 42.840  | 1.016  | 1.464  | 47.364   |
| Cortés            | 143.319 | 1.857  | 12.165 | 76.292   |
| Choluteca         | 55.994  | 1.399  | 1.889  | 60.372   |
| El Paraíso        | 58.172  | 1.155  | 1.313  | 41.013   |
| Francisco Morazán | 174.504 | 3.411  | 17.213 | 140.316  |
| Gracias a Dios    | 5.067   | 736    | 154    | 4.618    |
| Intibucá          | 19.625  | 835    | 634    | 27.373   |
| Islas de la Bahía | 4.562   | 72     | 92     | 4.330    |
| La Paz            | 23.875  | 1.282  | 825    | 20.280   |
| Lempira           | 25.311  | 1.087  | 1.228  | 38.503   |
| Ocotepeque        | 19.010  | 724    | 627    | 16.311   |
| Olancho           | 54.549  | 1.571  | 1.697  | 46.343   |
| Santa Bárbara     | 58.489  | 1.200  | 1.237  | 51.103   |
| Valle             | 25.498  | 614    | 475    | 26.083   |
| Yoro              | 69.690  | 1.199  | 2.680  | 43.542   |
| Total             | 960.793 | 20.350 | 48.471 | 735.123  |